# 越居
越居（?—?），是西部高车的君主，候倍（储君）穷奇的儿子。中亚的嚈哒，在500年左右，进攻高车，穷奇被嚈哒杀死，儿子弥俄突、伊匐、越居被俘，高车衰落。
之後，嚈哒立穷奇的儿子弥俄突为候娄匐勒，高车成了嚈哒的附庸。516年，豆罗伏跋豆伐可汗丑奴西征，杀死弥俄突。嚈哒听任弥俄突弟伊匐回国。伊匐复国，后来，伊匐被其弟越居杀死伊匐自立为候娄匐勒（国主）。东魏天平年间，越居再被柔然所破，伊匐之子比适杀越居而自立为候娄匐勒。  
| 前任： 伊匐 | 西部高车君主 522年—530年代中叶 | 繼任： 比适 |